# Robelis Despaigne
Robelis Despaigne (n. 9 august 1988, Santiago de Cuba, Cuba) este un taekwondist ce a reprezentat Cuba, medaliat olimpic. A participat la o ediție a Jocurilor Olimpice (2012) în care a câștigat o medalie de bronz.